# Château de Lislefort
Le château de Lislefort est un château situé à Lignan-de-Bordeaux, en Gironde.

## Historique
Le château fut la propriété de la famille Blanchy.
Le monument fait l’objet d’une inscription au titre des monuments historiques depuis le 31 décembre 1996.

## Galerie

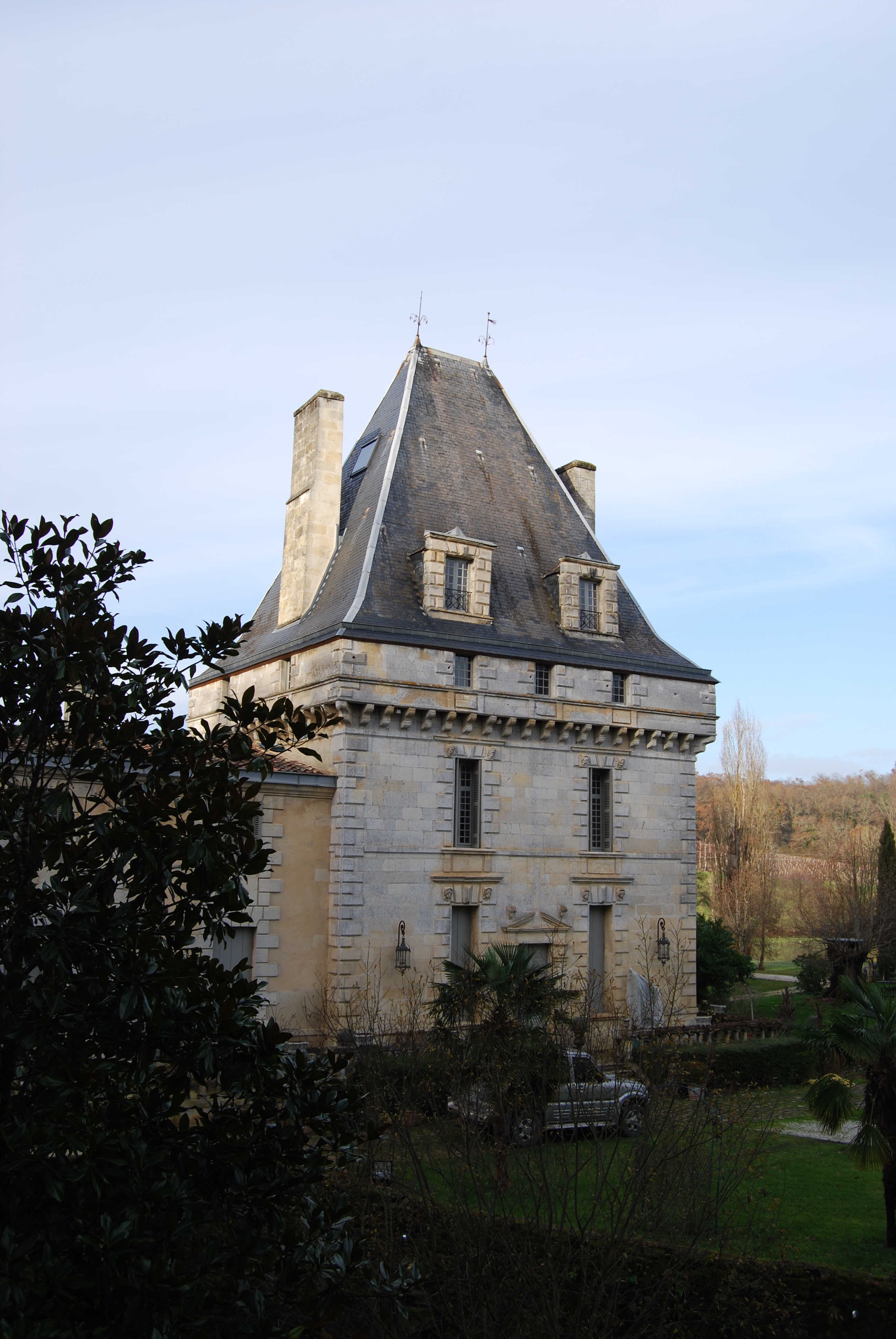
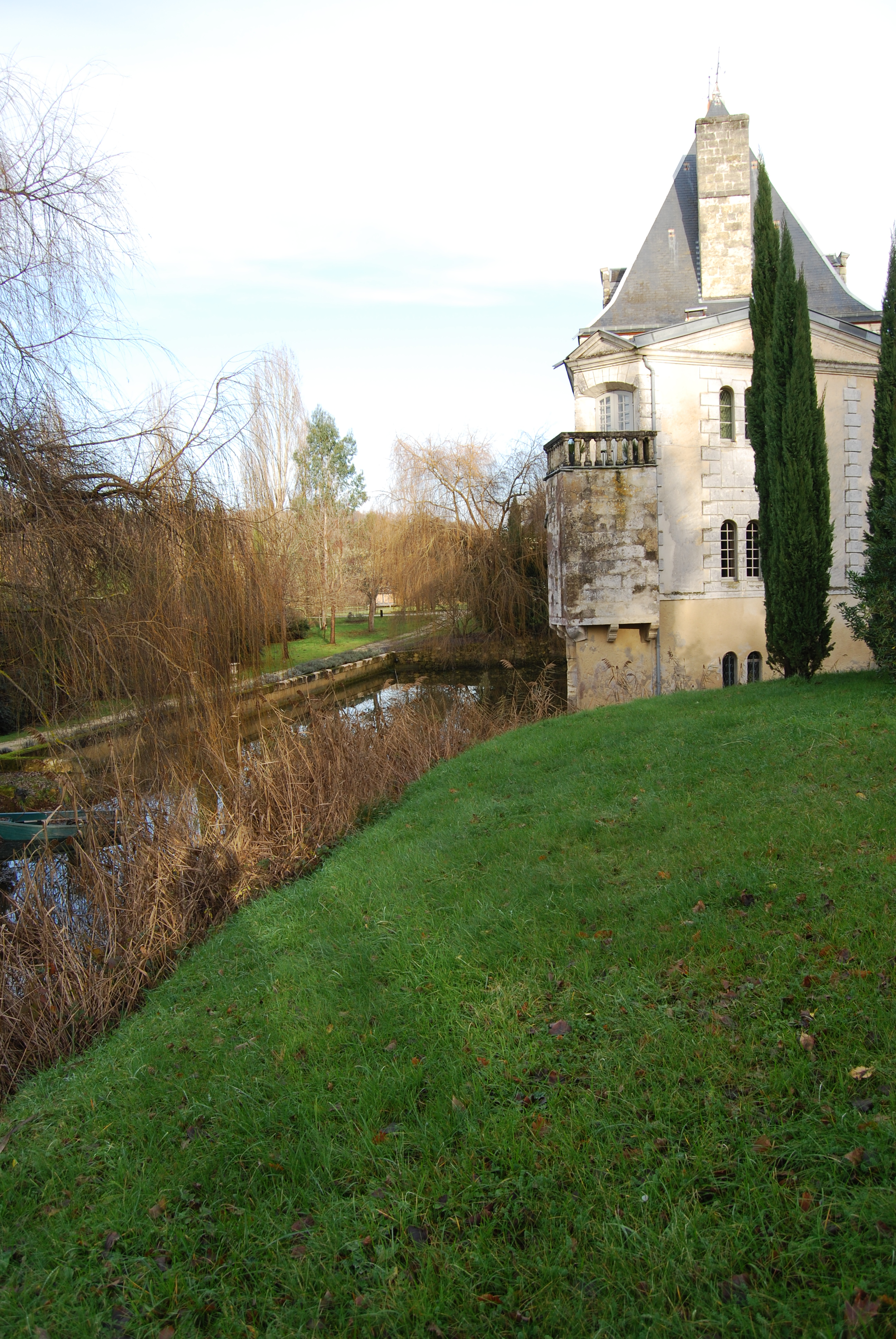
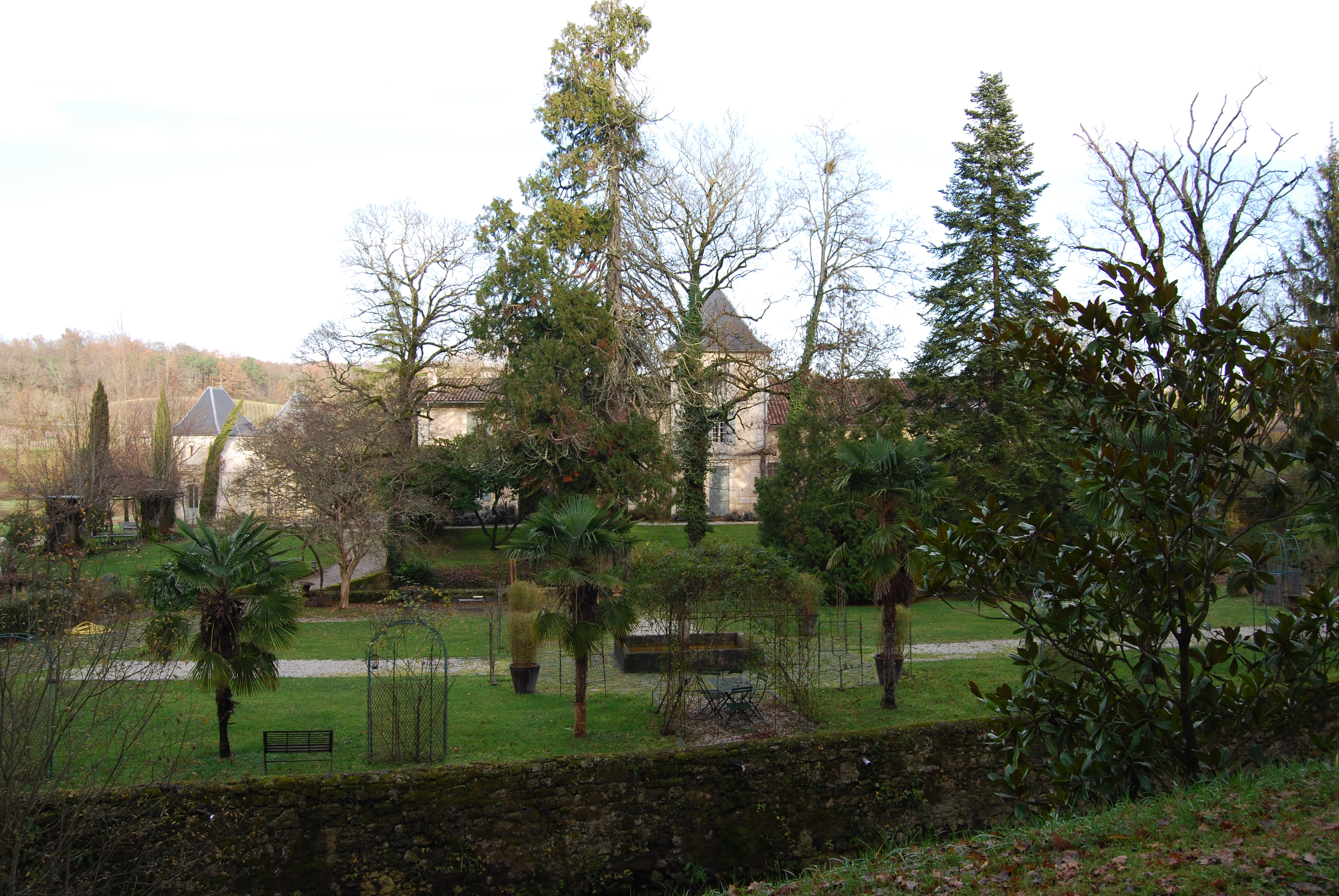
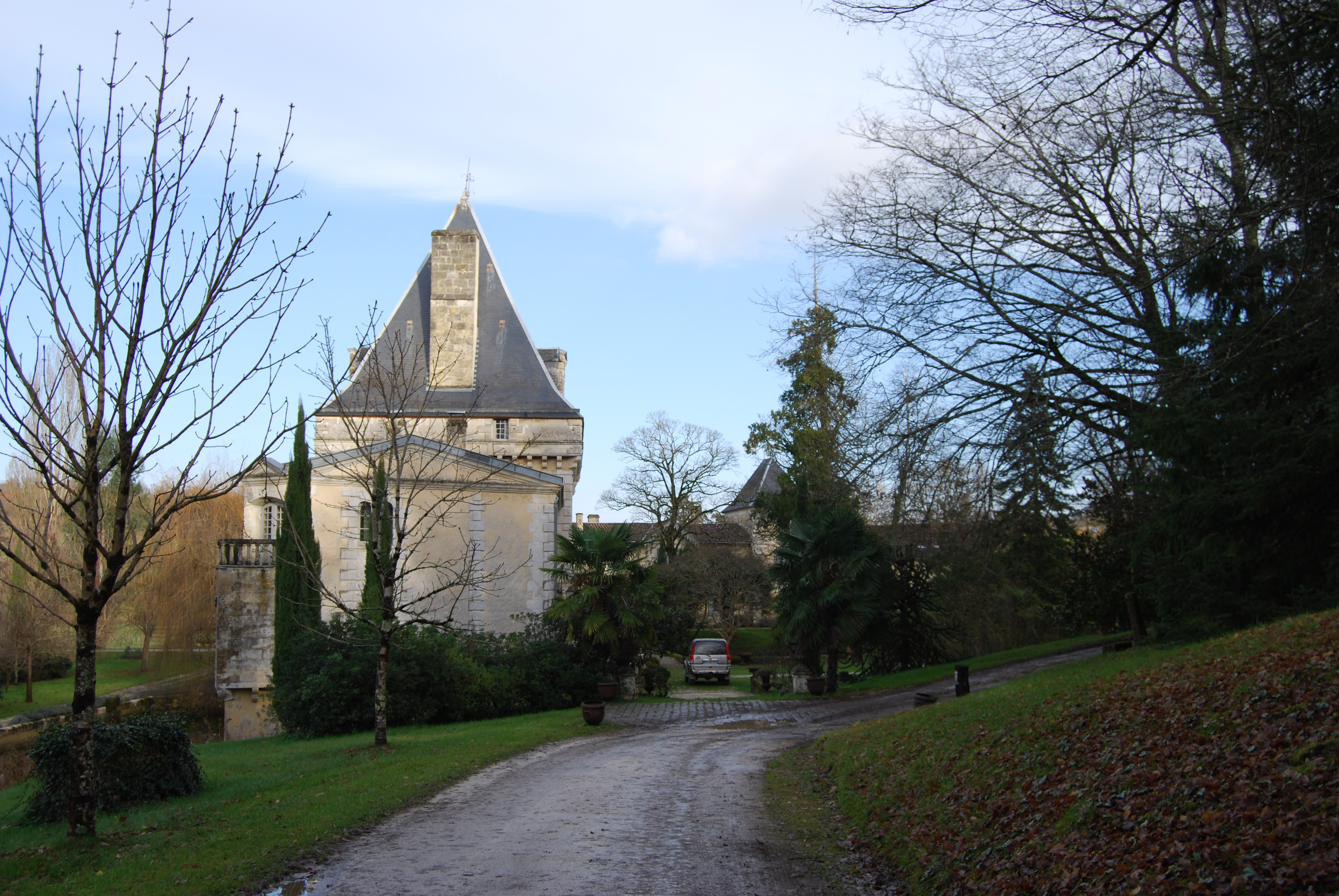